# Riga (moped)

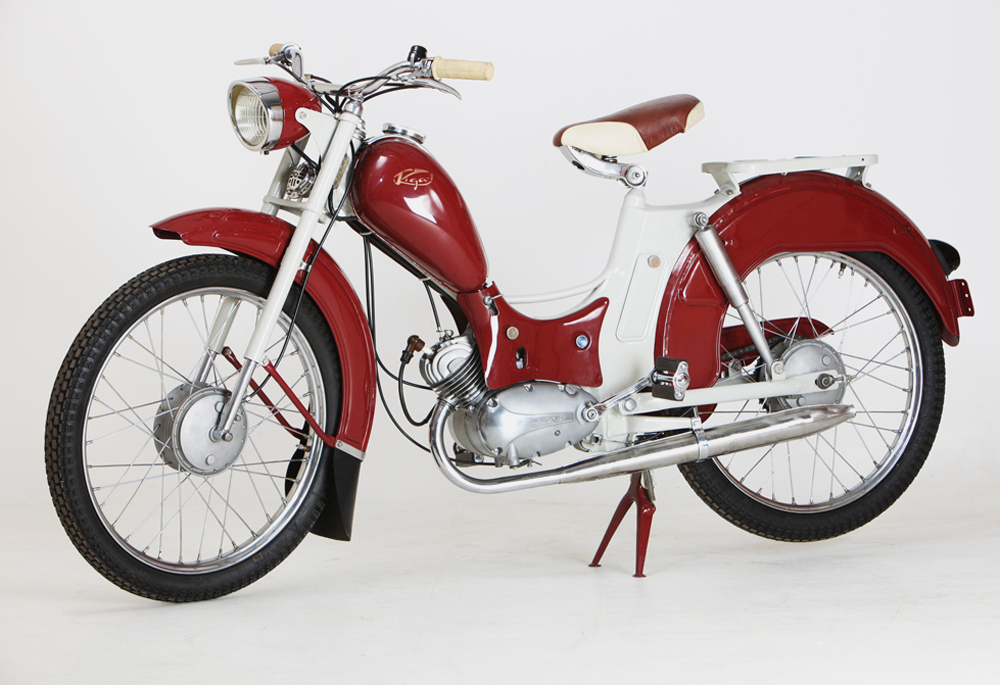
Moped Riga-1 (1961-1965)

A Riga egy szovjet kismotorkerékpár, melyet 1958-től 1992-ig gyártottak Lettország fővárosában, Rigában a Vörös Csillag motorgyárban.

## A motorok gyártásának előzményei
Az 1960-as évek elején született meg az elképzelés az egykori Szovjetunióban, hogy a szovjet embereket is egy könnyen kezelhető, könnyen karbantartható, gyors kismotorral lássák el. A gondolatot tett követte, így a lettországi Riga városában, a Rīgas motorūpnīca „Sarkanā Zvaigzne”, magyarul Vörös Csillag Rigai Motorgyár (oroszul: RMZ – Rizsszkij Motozavod, magyarul Rigai Motorgyár) megkezdődött a tervezés. Kezdetben a magyar Dongó, kerékpárra szerelhető segédmotor, valamint a Velosolex segédmotoros kerékpár irányvonala mentén indultak el, de ezek a járművek nem hozták meg a várt sikert, így inkább a tőlük nyugatabbra már régóta elterjedt kismotorkerékpárok felé fordult a figyelmük.

## A típusok
1961-ben született meg az első szovjet kismotor, Riga–1 néven. A konstrukció nem saját – a váz kialakítását, valamint a motor külső megjelenését a kor legdivatosabb kismotorjától, a kelet-német Simson Suhltól ihletve alkották meg. Az erőforrása eleinte importból származott: a csehszlovák Jawa Stadion S11/S22-es kismotorkerékpár motorja volt. Feltehetően még a Riga–1-es gyártása során az RMZ megvásárolta a Jawától a licencet, így a későbbi példányokba már szovjet gyártású, azonban a csehszlovák motorral szerkezetileg teljesen megegyező, S–50-nel jelölt blokkokat építettek. A motor két sebességfokozatú, pedálok segítségével megindítható (ezek hátra tekerésével kezelhető a hátsó kerékre ható fék), valamint dekompresszorral leállítható.
Érdekesség: hazánkban jelenleg egyetlen példány található, mely Ukrajnából származik. Korhű felújítása folyamatban van.
1967-ben mutatták be a Budapesti Nemzetközi Vásáron az első szériaérett motorkerékpárt, a Riga–3-at. Elődjétől nem sokban különbözött, azonban pár egyszerűsítésnek köszönhetően megindulhatott a típus sorozatgyártása. Motorja S–51 típusú, 49,8 cm³-es, léghűtéses, 1,5 LE teljesítmény leadására volt képes, a karburátor többnyire K30 vagy K35 típusú. A motor főbb ismertető jelei voltak a 19 collos kerekek, a jellegzetes szoknyás sárvédő, a Simson Suhl mintájára készült karburátortakaró lemez, valamint ennél a típusnál van a szerszámtartó rekesznek külön ajtaja a váz bal oldalán, a nyereg alatt. A hazánkba érkezett mopedek többsége kétszínű fényezést kapott, az egyszínű példányok igen ritkák. Míg Riga–1 egyetlen sem, addig számos Riga–3 jutott el Magyarországra.
1969-ben indult meg a korszerűsített, elődjeihez már kevésbé hasonlatos Riga–4 típusú moped gyártása. A Riga–3 tervezése óta a motor számtalan változáson ment keresztül. A nagy átmérőjű, 19"-os kerekek helyébe kisebb, 16"-os kerekek kerültek, ez a Riga mopedek gyártásának végéig megmaradt. A benzincsapot is lecserélték, az új kivitelű, KP–12 jelű csapra. A moped erőforrása a módosított, S–52 jelű, 2–2,2 LE teljesítményű motor lett. A gyújtást a blokkon kívül, egy különálló gyújtótranszformátorban helyezték el. A típust már kizárólag K35–B karburátorral szerelték, valamint a szintén Simson-mopedekre hasonlító légszűrőt is lecserélték. A Riga–4-es gyártásának utolsó évében a hátsó lámpa teljesen műanyag burkolatot kapott, a korábbi fém kivitelű helyébe.
Az 1974-es év újdonsága volt a Riga–12 jelű kismotorkerékpár. A Riga–4-eshez képest jelentősen megváltozott a motorkerékpár külalakja, valamint működése is. A korábbi, legömbölyített tüzelőanyag-tartály helyébe egy kevésbé mutatós, alig lekerekített, téglatest alakú került. Az immár S–57-tel jelölt erőforrás kivitele is megváltozott. A még mindig pedálok segítségével megindítható és fékezhető motorban a sebességfokozatok a korábbi típusokkal szemben fordítva helyezkedtek el, a bal kéznél található marokváltót fölfele fordítva volt elhelyezve az egyes, lefele tekerve a kettes sebességfokozat, középen pedig maradt az üresjárat. A légszűrő is módosult, a késői példányoknál már egy gumicső segítségével a vázból szívja a levegőt.
1979-ben gördült ki a gyárból a Riga–16-os. Kinézetében elsőre a Riga–12-t hozza, azonban a motor kezelése teljesen átalakult. Az S–58-as típusú blokkot már nem pedálokkal szerelték, felváltotta szerepüket a modernebb kismotoroknál rég elterjedt berúgókar és fékpedál, de ebből is gyártottak még az elején pedálos kiviteleket. A kipufogó kinézete és szerkezete is megváltozott, sokkal hosszabb lett mind a dob, mind a hangtompító betét. A kormányt is lecserélték egy magasabb kivitelű, ún. „túrakormányra”. Az ülés is hosszabb, kényelmesebb lett. A hátsó lámpa is megújult, nagyobb, hatszög alakú lett. A csomagtartó a látványt javítandó krómozott kivitelű, a motor festésében pedig megjelentek a metálszínek.
1984–85 a Riga–22 megjelenésének éve. A korábbi megszakító kalapácsos gyújtást teljes egészében elvetették, helyébe a modernizálás jegyében tirisztoros gyújtás került. Módosították a tüzelőanyag-tartályt is, a lemezből préselt két felet vízszintesen illesztették össze, az illesztés takarására visszajött az utoljára a Riga–4-esnél használt gumikéder. A V–50-nek jelölt motorblokk is változott, átalakult az öntvények és a deknik kivitele is. Korábban a pedállal történő indítás miatt a berúgókart előre kellett mozgatni, azonban a V–50-esnél ez is megújult, így ennél a modellnél a többi motorhoz hasonlóan ezt is hátrafelé kell „berúgni”. A hátsó lengéscsillapítóról lekerült a rugókat borító tokozás, valamint a nagy méretű hátsó lámpában elhelyeztek egy féklámpát is, melyet a hátsó kerékre ható fékpedál működtetett.
Az 1986-os esztendő fordulópont volt a Sarkana Zwaigzne gyár életében, ettől az esztendőtől kezdve a Riga mopedeket már nem számmal, hanem fantázianévvel látták el. Ennek hátterében az állhat, hogy az idő előrehaladtával, a gyártás tömegtermeléssé alakításával a termékek minősége egyre romlott, sok volt a gyári selejt, valamint a használat során a számtalan, gyakran végzetes hiba nehezítette a motorosok életét. A vásárlók egyre kevésbé bíztak meg a szovjet kismotorokban, így a „Riga” név kezdett rosszul csengeni. Ennek hatására merült fel, hogy a motorokat új, jó hangzású fantázianevekkel lássák el.
Ennek jegyében született 1986-ban a Riga Delta. A motor egyáltalán nem hasonlít elődeire. A váz teljesen átalakult, új tüzelőanyag-tartályt kapott, melyen már csak a „DELTA” felirat olvasható, lecserélték az első és hátsó lámpákat is, kapott gyújtáskapcsolót, valamint az ülés alól új helyre került a szerszámtartó is. Erőforrásként maradt a V–50-es, a későbbiekben a V–501-es blokk. A V–501-es egy újabb jelentős újítás volt a gyártás történetében, ugyanis csak ekkor tértek át a lábváltó használatára. A Delták háromféle színtervet viseltek: borsózöld, téglavörös és drapp színű járművek gördültek ki a gyárból.
Szintén az 1986-os esztendő hozta meg a Mini Riga megjelenését is. A kezdő motorosok körében nagy sikert arató törpemotor kezdetben V–50-es, később V–501-es blokkal készült. Ennek a testvérmotorja volt a Riga Stella, melynél már a robogó forma és a műanyag alkatrészek domináltak. A '90-es évek elejétől a motorba a könnyebb kezelhetőség végett a jól ismert Jawa Babetta 225-ös kétsebességes, automata váltós blokkját építették.

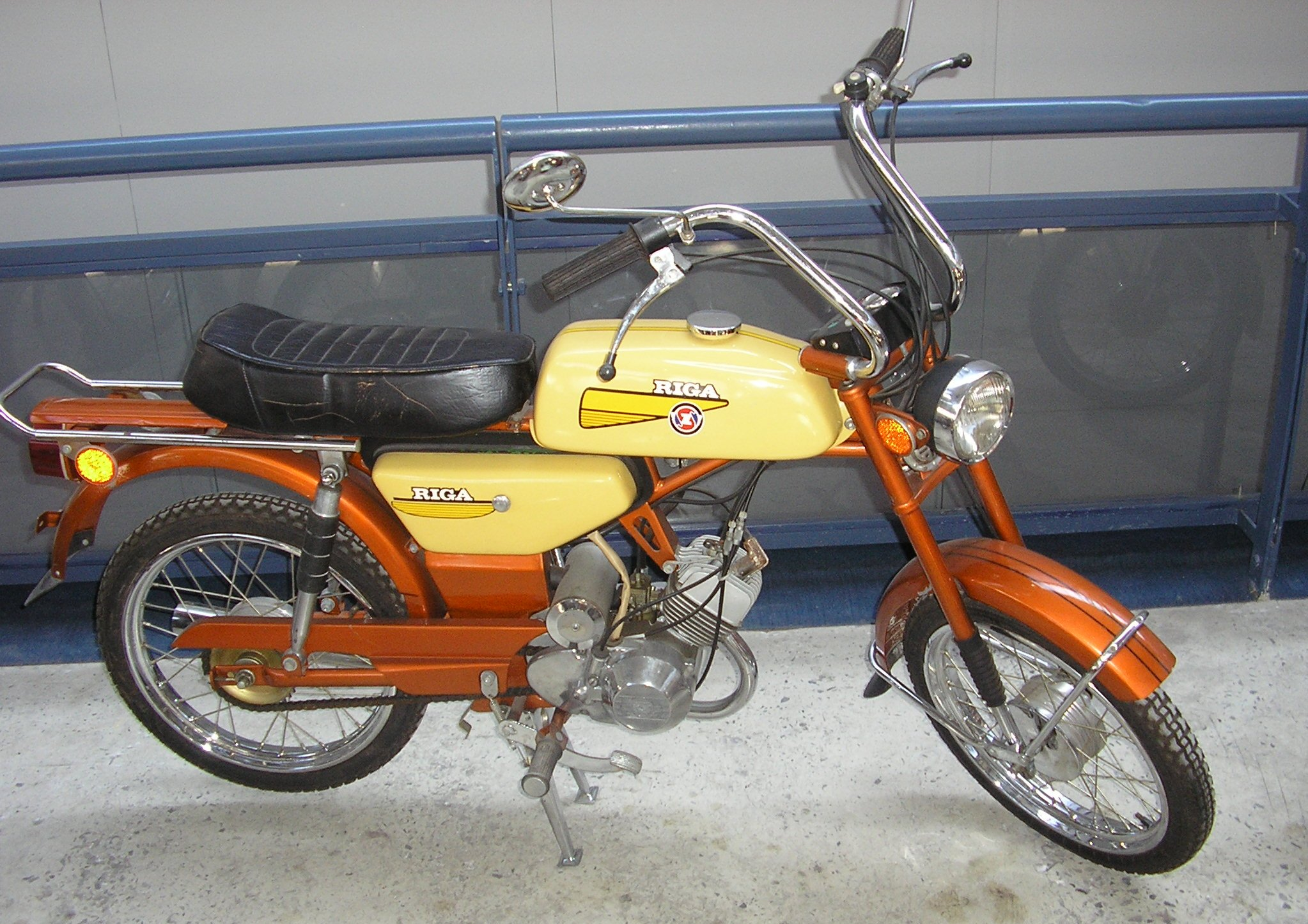
Egy, az RMZ-ben gyártott, hazánkban nem forgalmazott Riga moped-típus

## Egyéb modellek
Az RMZ fénykorában, a '70-es években igen aktívan részt vett a motorsportban. Elsősorban a 125 cm³-es kategóriában építettek pályagépeket Riga–5S, Riga–15S, Riga–17S és Riga–19S típusjellel, melyek jelentős sikereket értek el a Szovjetunió és a Baltikum versenypályáin. Hazánkba ezekből a speciális és elegáns gépekből nem érkezett.
A Magyarországon állomásozó orosz katonáknak köszönhetően azonban került hozzánk pár ún. „Bringa-Riga”. Ezeket a mopedeket a szovjet hadseregen belül postás- és futármotorként használták. Az orosz katonák és a magyar lakosság közti cserekereskedelem egyik gyakori tárgya volt ez a kismotor. Magyarországon is megpróbálkoztak kereskedelembe bocsátásukkal, azonban ez a gyenge érdeklődés miatt elsikkadt.
A „Bringa-Rigák” két nagy csoportba oszthatók:
- Kereskedelemben kapható kerékpárra szerelt segédmotorok, melyekhez tartozékként járt a tüzelőanyag-tartály, a hajtott lánckerék, valamint a kezelőszervek. Ennek megfelelően a moped teljesen rugózatlan.
- Gyárilag kerékpár-jellegűre épített mopedek, mint Riga–7, Riga–11 és Riga–13, melyekben szintén megtalálható volt a fent említett segédmotor egy erősebb változata, a kortól függően Riga–3/Riga–4, vagy Mini Riga tank, valamint elöl komplett Riga lengéscsillapító villa, hátul azonban ezek is rugózatlanok voltak. A váz és a kerekek a szokásos kerékpárokénál jóval nagyobb méretűek és erősebb kivitelűek voltak.

## Rigák ma
Napjainkban Magyarországon a Riga mopedek már nem számítanak napi használati tárgynak, többnyire kuriózum értékűek. Számukat meghatározni lehetetlen, mindig kerülnek elő újabb és újabb motorok. Állapotuk igen széles skálán mozog, vannak felújított, vagy meglepően megkímélt és végletekig leharcolt példányok is. Értékük változó, de alapvetően nem minősülnek értékes és keresett motoroknak, sok helyen csupán megtűrt lomként vannak számontartva. Nagy számban Riga–12, Riga–16, Riga–22, Riga Delta, Mini Riga, valamint a Verhovina–5 és Verhovina–6 típusok fordulnak elő. Ritkaságszámba mennek a Riga–3, Riga–4, Verhovina–3, Verhovina–4 és Karpati modellek, valamint a Magyarországon nem forgalmazott „Bringa-Rigák”. Az abszolút kuriózum a Riga–1 típusú moped, ebből egyetlen példány található.
A mára szinte teljesen elfeledett kismotor köré egy egész szubkultúra szerveződött Magyar Riga Motoros Klub Archiválva 2010. szeptember 1-i dátummal a Wayback Machine-ben néven. Az egyesület számos rendezvényen prezentálta magát, így a 2008-as és 2009-es, európai szintűvé nőtt Oldtimer Expón is. A társaság összetartását és elkötelezettségét a márka, annak története és mai képviselői iránt a Rigával Rigába! kezdeményezés mutatja leginkább.